# Emilija Kokić
Emilija Kokić (Zara, 10 maggio 1968) è una cantante croata, fino al 1991 jugoslava.
È stata la voce principale del gruppo pop jugoslavo Riva che vinse l'Eurovision Song Contest 1989 in rappresentanza della Jugoslavia.
Dopo il grande successo della manifestazione, il gruppo si sciolse e Kokić incominciò ad intraprendere la carriera di solista dagli anni novanta in Croazia, quando la Repubblica Socialista Federale di Jugoslavia si era ormai disgregata.

## Discografia
- Emilia (1994)
- 100 % Emilia (1995)
- Ostavi trag (1996)
- S moje strane svemira (1999)
- Ja sam tu (2001)
- Halo (2004)
- Čime sam te zaslužila (2008)